# Yrjö Johannes Eskelä
Yrjö Johannes Eskelä (né le 11 février 1886 à Jepua - mort le 23 juin 1949) est un homme politique finlandais. Il a été ministre de l'Intérieur .